# توماش زدخوفسکی
توماش زدخوفسکی (انگلیسی: Tomáš Zdechovský؛ زادهٔ ۲ نوامبر ۱۹۷۹) سیاستمدار، مدیر بحران، تحلیلگر رسانه، شاعر و نویسنده اهل کشور جمهوری چک است. او از سال ۲۰۱۴ با «KDU-ČSL» که بخشی از حزب مردم اروپا است، عضو پارلمان اروپا بوده‌است.